# Rosiclare, Illinois
Rosiclare là một thành phố thuộc quận Hardin, tiểu bang Illinois, Hoa Kỳ. Năm 2010, dân số của thành phố này là 1160 người.

## Dân số
Dân số qua các năm:
- Năm 2000: 1213 người.
- Năm 2010: 1160 người.